# 1843
1843 (MDCCCXLIII) je bilo navadno leto, ki se je po gregorijanskem koledarju začelo na nedeljo, po 12 dni počasnejšem julijanskem koledarju pa na petek.

## Rojstva
- 12. marec - Jean-Gabriel de Tarde, francoski sociolog, kriminolog († 1904)
- 21. maj - Louis Renault, francoski pravnik, učitelj, nobelovec († 1918)
- 21. maj - Charles Albert Gobat, švicarski pravnik, šolski politik, nobelovec († 1914)
- 9. junij - Bertha Sophie Felicitas von Suttner, avstrijska mirovnica, nobelovka 1905 († 1914)
- 12. junij - sir David Gill, škotski astronom († 1914)
- 15. junij - Edvard Hagerup Grieg, norveški skladatelj, pianist († 1907)
- 2. julij - Antonio Labriola, italijanski marksistični filozof († 1904)
- 30. avgust - Carl Theodor Albrecht, nemški astronom († 1915)
- 19. november - Richard Avenarius, nemško-švicarski filozof († 1896)

## Smrti
- 6. junij - Johann Christian Friedrich Hölderlin, nemški pesnik (* 1770)
- 10. avgust - Jakob Friedrich Fries, nemški filozof (* 1773)
- 19. september - Gaspard-Gustave Coriolis, francoski fizik, inženir, matematik (* 1792)
- 2. november - Hirata Acutane, japonski šintoistični učenjak (* 1776)
- 28. november - Jožef Ficko, hrvaški pisatelj slovenskega rodu (* 1772)